# Fodbold under sommer-OL 2012 – AFC–CAF play-off
AFC–CAF fodbold play-off under sommer-OL 2012 var en fodboldkamp for fjerdepladsholdene i den afrikanske og asiatiske kvalifikationsturnering. Kampen fandt sted på City of Coventry Stadium i Storbritannien den 23. april, 2012.